# Денні аус ден Біркен
Денні аус ден Біркен (нім. Danny aus den Birken; нар. 15 лютого 1985, Дюссельдорф, ФРН) — німецький хокеїст, воротар.

## Ігрова кар'єра
Денні свою кар'єру розпочав у юнацькій команді «Адлер Мангейм» в 2000 році. Три сезони воротар відіграв за основу U-18 та U-20 «орлів». У сезоні 2002/03 дебютує у складі головної команди в ДЕЛ через травму воротаря Майка Розаті. З сезону 2003/04 виступає у складі ХК «Гайльбронн» (2 Бундесліга). За домовленістю між клубами у разі невдачі Денні повертався до складу «орлів» на контракті яких він перебував до кінця сезону 2008/09. У складі «Адлер Мангейм» воротар став чемпіоном Німеччини 2007 року. Сезон 2009/10 провів у складі «Ізерлон Рустерс».
В 2010 році Денні уклав п'ятирічний контракт із «Кельнер Гайє». Виступаючи за «акул» Біркен став основним воротарем та срібним призером сезону 2013/14.
З сезону 2015/16 виступає у складі мюнхенського клубу Ред Булл.
Збірні
Виступав за юніорську збірну на чемпіонаті світу 2003, у складі національної збірної був заявлений на чемпіонатах світу 2013 та 2014.

## Досягнення
- Чемпіон Німеччини у складі «Адлер Мангейм» — 2007.
- Чемпіон Німеччини у складі «Ред Булл» — 2016, 2017, 2018.